# NGC 7263
NGC 7263 é uma galáxia lenticular na direção da constelação de Lacerta. O objeto foi descoberto pelo astrônomo Albert Marth em 1863, usando um telescópio refletor com abertura de 48 polegadas. Devido a sua moderada magnitude aparente (+14,7), é visível apenas com telescópios amadores ou com equipamentos superiores.